# Liana Trouche
Liana Trouche, parfois créditée comme Eliana Trouchè ou Trouché née à Bologne 12 mars 1938 et morte à Bisaccia le 5 février 1981 est une actrice italienne active dans les années 1960 et 1970.

## Biographie
Liana Trouche est née à Bologne le 12 mars 1938 et a fait ses débuts dans la compagnie théâtrale d'Eduardo De Filippo.
Elle a tourné dans des films de genre de série B, néo-polar, comédie et comédie érotique italienne. Pour la télévision elle a joué dans des spectacles comme Biblioteca di Studio Uno, séries télévisées et soap opéra Vivere insieme.
Épouse de l'acteur Aldo Giuffré, elle est morte d'un accident survenu le 5 février 1981 au bord d'une Alfa Romeo Alfa 6 conduite par l'acteur Gino Bramieri. Elle est enterrée au cimetière Flaminio de Rome.

## Filmographie

### Cinéma
- 1964 : Il ribelle di Castelmonte : Amanda
- 1968 : Don Chisciotte e Sancio Panza
- 1970 : On ne greffe pas que les cœurs... : Adele Barbieri - la moglie di Dario
- 1971 : La grande scrofa nera : Cristina Mazzara
- 1972 : Les Maffiosi
- 1974 : Dossier rose de la prostitution (Prostituzione) de Rino Di Silvestro
- 1972 : Pianeta Venere
- 1974 : Commissariat de nuit : Luisa - Borghini's wife
- 1974 : Il testimone deve tacere : La moglie del commissario Santi
- 1974 : Love Angels
- 1974 : Sesso in testa
- 1975 : Paolo Barca, maestro elementare, praticamente nudista
- 1977 : Il marito in collegio : Madre di Carlotta
- 1977 : La malavita attacca. La polizia risponde. : Irene Baldi
- 1977 : Melodrammore : Countess Belluogo
- 1978 : La peur règne sur la ville
- 1978 : L'inquilina del piano di sopra : Camilla Canestrari
- 1978 : Le Règne de Naples : Valeria Cavioli-Simonetti
- 1979 : Napoli... la camorra sfida, la città risponde : Elvira Gargiulo
- 1979 : Tre sotto il lenzuolo : Olga Scarbozzi (segment "L'omaggio")
- 1981 : Napoli, Palermo, New York - Il triangolo della camorra : Teresa

### Télévision

#### Séries télévisées
- 1963 : La sciarpa
- 1964 : Biblioteca di Studio Uno : La figlia dell'oste
- 1967 : La fiera delle vanità : Flannigan
- 1968 : Stasera Fernandel : Signora Esposito
- 1969 : Quel negozio di Piazza Navona

#### Téléfilms
- 1960 : La casa sull'acqua : Donata
- 1963 : Grandezza naturale : Teresa Vaignes
- 1966 : La sera del sabato